# Фішаменд
Фішаменд (нім. Fischamend) — муніципалітет з 5714 жителями (станом на 1 січня 2023) в окрузі Брук-ан-дер-Лайта в Нижній Австрії.

## Географія
Фішаменд розташований у промисловому районі Нижньої Австрії. Місто розташоване в місці злиття річок Фіша і Дунай, за кілька кілометрів на південний схід від Відня. Площа муніципалітету охоплює 24,91 квадратний кілометр. З них 40 відсотків сільськогосподарських угідь, 21 Відсотки займають ліси, 11 відсотків — водойми та 22 відсотки — злітно-посадкові смуги Віденського міжнародного аеропорту. Невелика частина муніципальної території лежить на північ від Дунаю.

## Конгрегаційна структура
Муніципалітети Фішаменд-Маркт і Фішаменд-Дорф були об'єднані в 1971 році. Відтоді до складу муніципалітету входить лише одне село.
Громада складається з кадастрових громад Фішаменд Дорф і Фішаменд Маркт.

## Історія
У давнину ця територія входила до складу провінції Паннонія. Передбачається, що під сьогоднішнім центром міста знаходиться римський форт, але це ще не підтверджено археологічно.
Вже в середньовіччі обабіч ріки Фіші було два поселення. Права ринку місто отримало в 1673 році від імператора Леопольда I.
Протягом століть на Дунаї та Фіші працювали млини, а торгівля зерном була найважливішою галуззю економіки. Так було в 19-му В. 18 млинів на Дунаї, а 7 на Фіші. Крім того, між 1868 і 1902 роками на Дунаї існував зимівник, де могли зимувати численні кораблі з екіпажами.

## Культура і пам'ятки

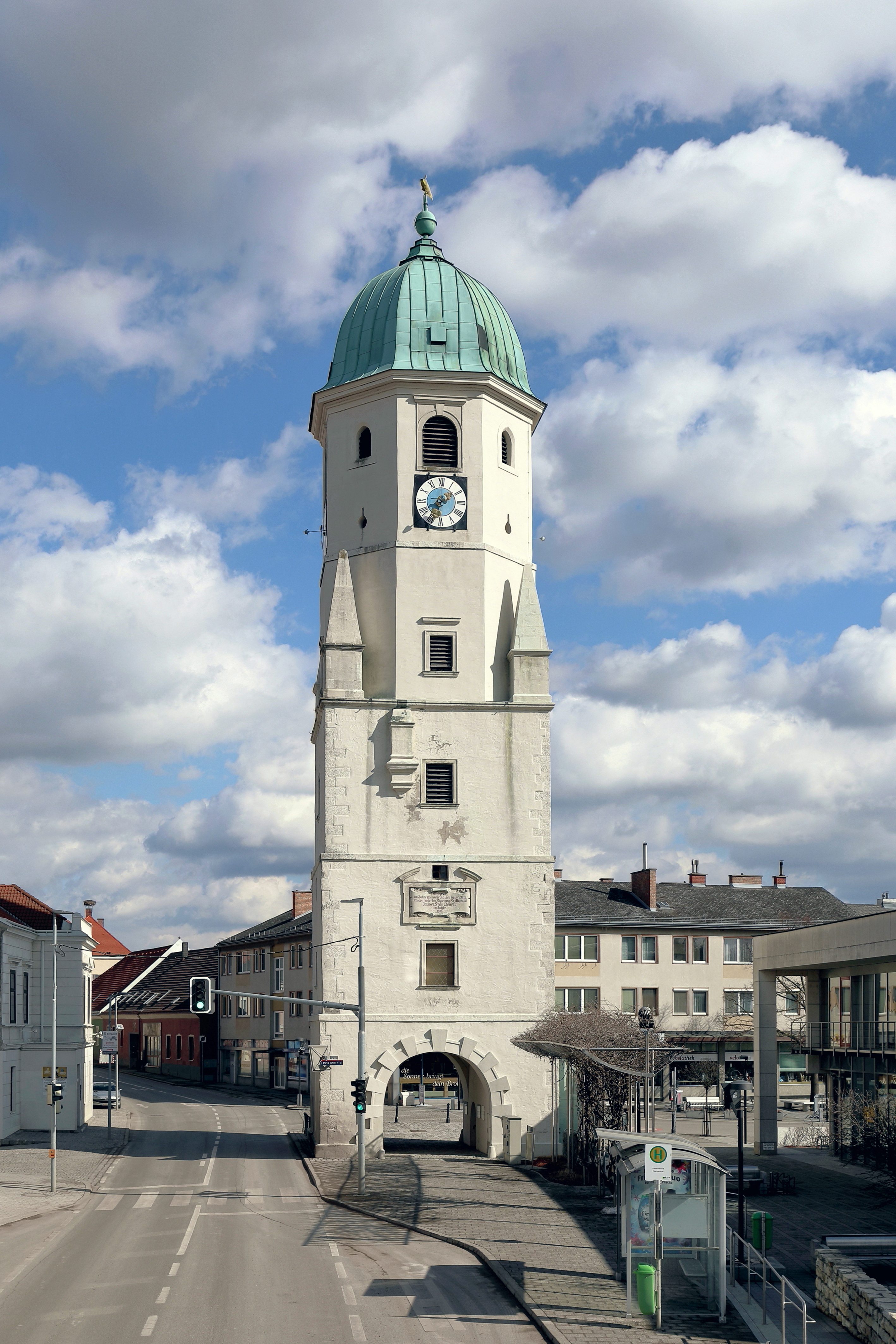
Міська вежа Фішаменд
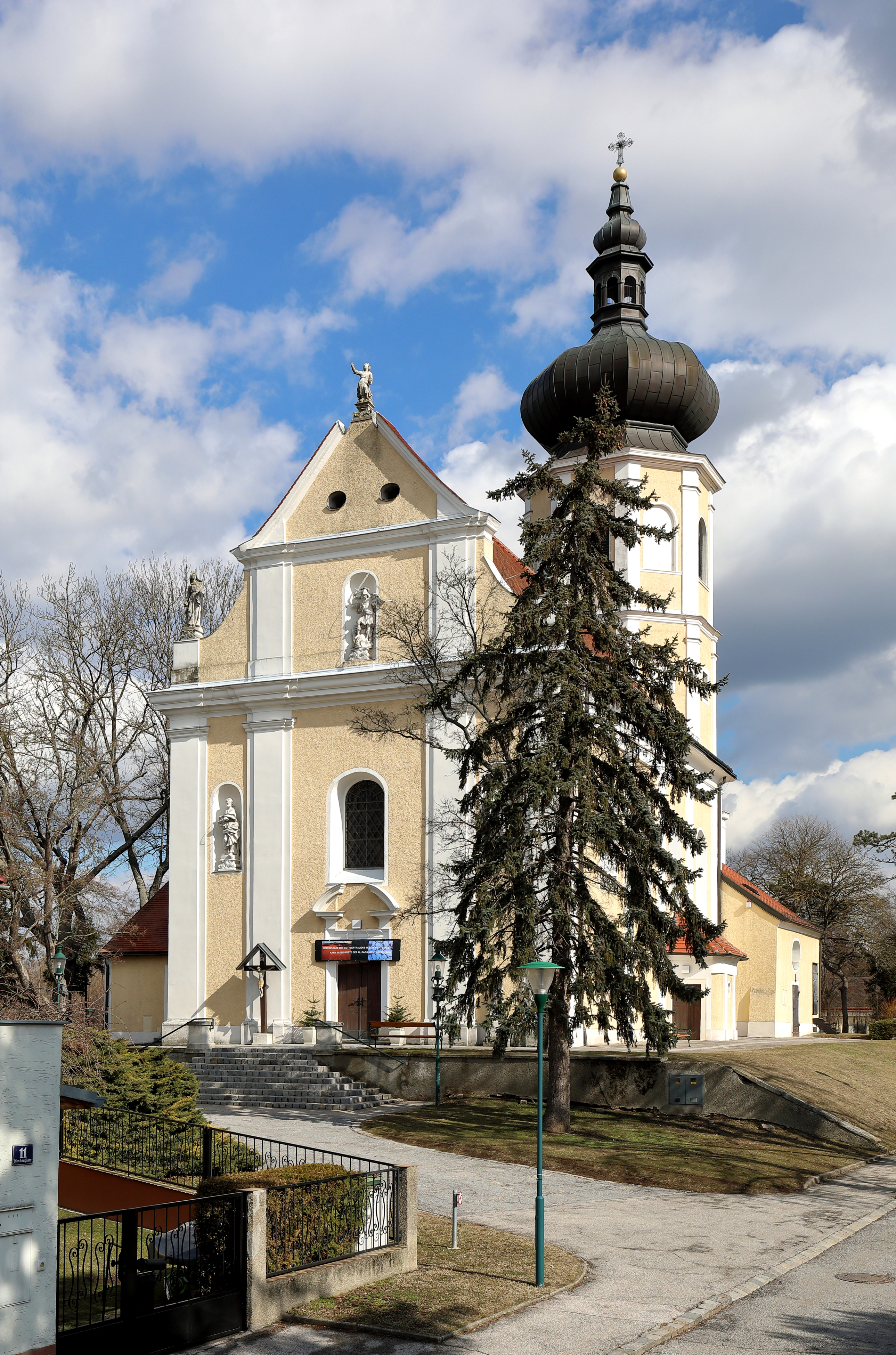
Парафіяльна церква Фішаменд
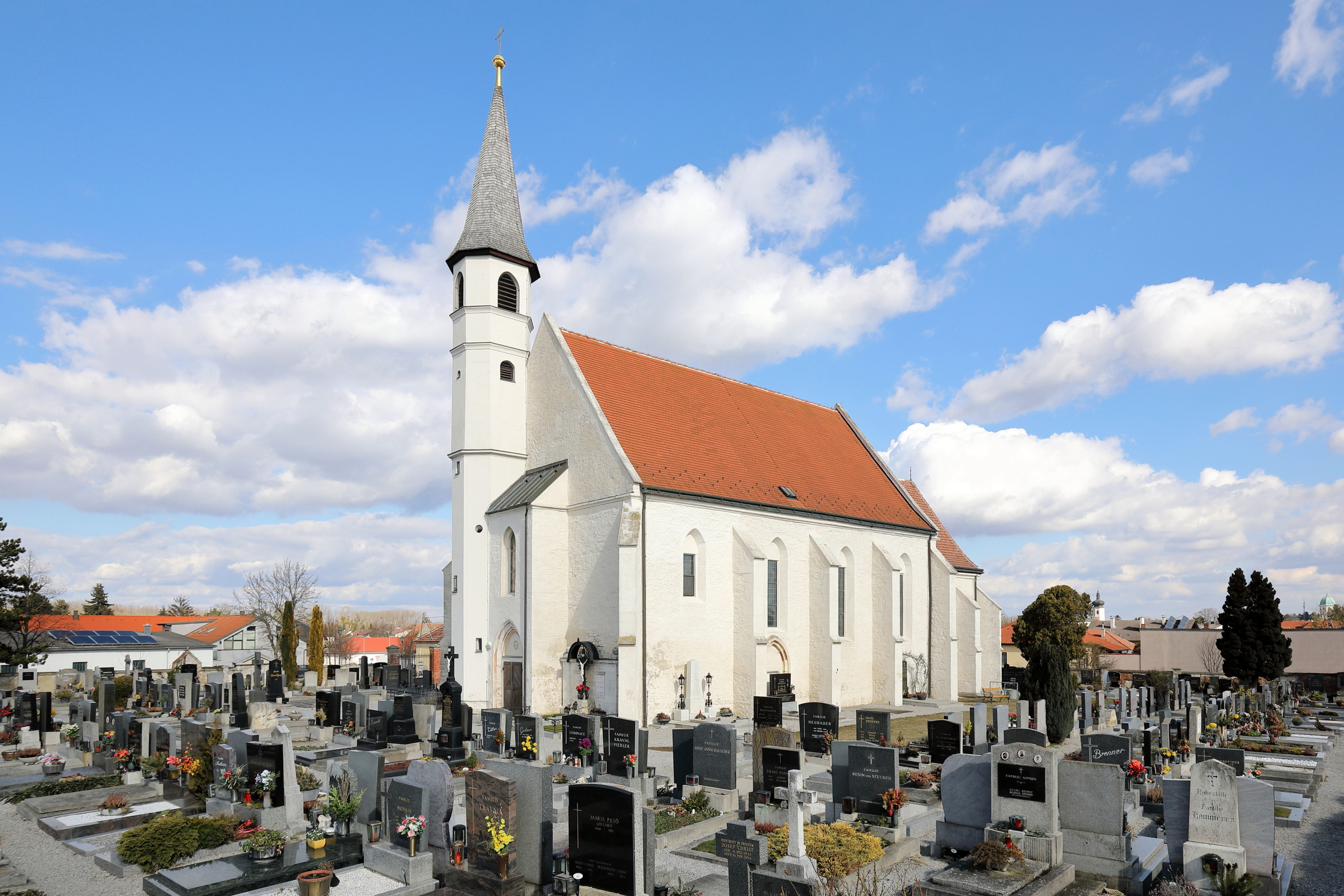
Костел Св. Квиріна
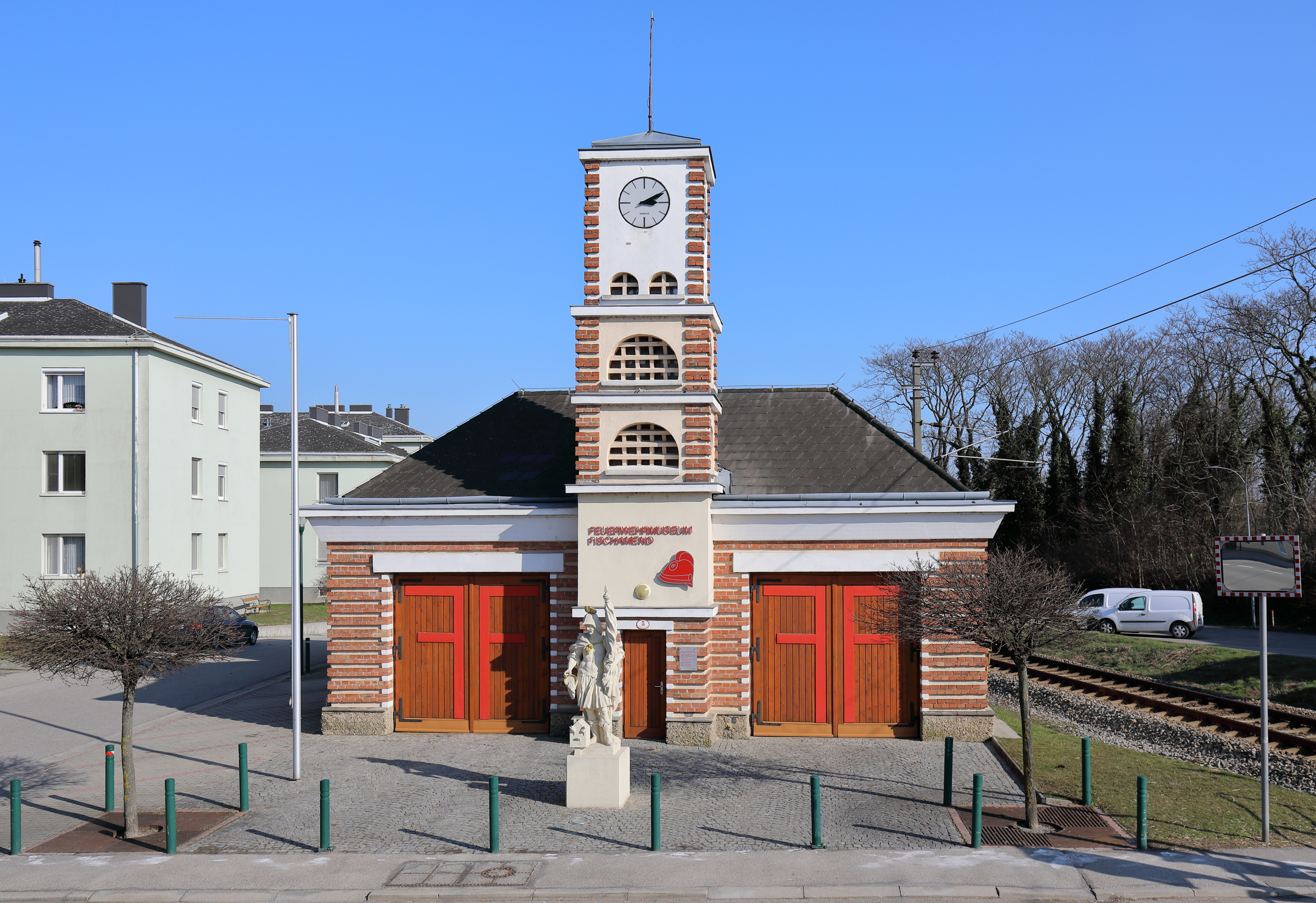
Музей пожежної бригади Фішаменд